# Egyxos
Egyxos è una serie televisiva animata di 26 episodi prodotta da De Agostini Publishing, DeA Kids, Planeta Junior e Musicartoon. Essa è trasmessa sul canale Super! dal 22 febbraio 2015.

## Trama
La storia racconta delle avventure di Leo, un ragazzo che ha una vera passione per gli antichi egizi. Egli, oltre ai problemi di un normale adolescente, deve affrontare i pericoli del mondo parallelo di "Egyxos" che è diviso in due armate: l'armata d'oro e l'armata nera. Leo entra in Egyxos grazie al bracciale di Ra, che ha incastonata, oltre alle generiche tre pietre dell'acqua, dell'aria e del fuoco, l'occhio di Ra, una pietra dal potere cosmico e immenso che può rendere anche un principiante in un vero guerriero Egyxos.

## Personaggi

### Mondo di Leo
- Leo Walker: Leo è un ragazzo di 12 anni che vive in una grande metropoli, dotato di due  grandi passioni: gli antichi egizi e il basket. Grazie al bracciale di Ra, scopre di essere l'ultimo faraone della Terra. Sempre grazie al bracciale, Leo può trasformarsi come gli altri guerrieri Egyxos, ottenendo dei poteri formidabili per combattere i nemici.
- Famiglia di Leo: Leo vive con i suoi genitori e i 2 fratelli gemelli di 6 anni, Juliet e Toby.
- Kay: la ragazza di cui Leo è innamorato, dolce e carina, difende le sue compagne in caso di bisogno; Leo è innamorato di lei dai tempi della scuola primaria (senza che lei lo abbia mai saputo... o forse sì).
- Astrid: la ragazza più popolare della scuola, capitana della squadra delle cheerleader, si prenderà una cotta per Leo dopo una missione a Egyxos.
- Dale e Bernie: due simpatici nerd, i migliori amici di Leo.
- Colin: il presuntuoso, fastidioso e arrogante rivale di Leo sia dentro sia fuori dal campo da basket, è di fatto un bullo che lo perseguita.

### Le armate d'oro
- Kefer: Coraggioso e responsabile Faraone di Egyxos, capo delle armate d'oro, fratello di Exaton e figlio di Ra. Il suo potere è quello di governare le Acque, il bene più prezioso in un mondo dominato dalla sabbia del deserto. Gli furono affidate entrambe le chiavi per aprire il varco dimensionale tra Egyxos e la Terra, ma suo fratello Exaton aveva usato l'inganno per rubarne una. Pur essendo Exaton un nemico, Kefer desidera che si unisca a lui e che i due costruissero un regno insieme.
- Horus: il dio dalla testa di falco, figlio di Iside, migliore amico di Kefer e suo primo consigliere, siede con la madre nel Consiglio dei Reggenti. Coraggioso e leale, ottimo stratega e guerriero, è l'unico Egyxos (almeno nella versione super) in grado di volare.
- Apis: il dio dalla testa di toro, amico fedele e sincero di Kefer. È il più forte tra tutti gli Egyxos, addetto all'addestramento dei guerrieri e signore del Labirinto di Ra, di cui solo lui conosce tutti i segreti. Combatte, oltre che con la sua forza sovrumana, con un arco.
- Neith: l'unica guerriera dell'armata d'oro, è la coraggiosa e agguerrita guardiana delle porte della città, e combatte sempre in fila con il suo scudo tondo e la sua mazza. Affronterà Leo per la prima volta credendolo un nemico e ne uscirà sconfitta.
- Ramses: coraggioso e solitario, è il cercatore muta-forma di Kefer, e sarà il primo a incontrare Leo sulla Terra, durante la sua ricerca del Bracciale di Ra. È un tipo solitario che vive lontano dalla città e dalle piramidi volanti, ma nel momento del bisogno è sempre accanto a Kefer.
- Hyksos: intrepido e molto intelligente, è un guerriero e un inventore che prepara armi e oggetti utili alla vita di tutti i giorni; non è mai effettivamente disarmato, dato che qualsiasi cosa nelle sue mani può diventare un'arma.
- Kha: coraggioso e fidato, un tempo schiavo elevato al rango di guerriero Egyxos da Ra, combatte usando le catene che un tempo lo tenevano prigioniero.

### Le armate nere
- Exaton: Perfido e crudele capo delle armate nere, fratello di Kefer e figlio di Ra. Prova un odio profondo verso il fratello, che giudica come il preferito da loro padre, e tenta in tutti i modi dominare Egyxos e la Terra, che giudica una proprietà del proprio regno. È in grado di usare la sua spada come un boomerang, e di emettere un raggio d'energia oscura dal petto in corrispondenza del cuore.
- Toth: il dio dalla testa di ibis, primo consigliere di Exaton. È uno stratega astuto, ambizioso e senza scrupoli, abituato a manipolare chi lo circonda. Non è visto di buon occhio da Anubi e Sekhmet, e tende a compiacere Exaton nella speranza di prendere il suo posto. Domina il potere del fuoco, è in grado di vedere nel buio e può trasformare l'avversario in una sorta di fantasma oscuro.
- Anubi: il dio dalla testa di sciacallo, scaltro ed infido cercatore mutaforma di Exaton, è un tipo da cui guardarsi le spalle, come lo stesso Exaton sa bene diffidando pienamente di lui. Può mettersi in contatto mentale con Exaton ed è in continua rivalità con Sekhmet, sebbene siano alleati. Oltre ad utilizzare lo stritolamento, possiede artigli affilati e zanne avvelenate, e si serve anche dell'ipnosi.
- Sekhmet: la dea dalla testa di leonessa, è una subdola e astuta guerriera e sacerdotessa che produce nuove armi da usare contro l'armata d'oro, ed è esperta anche nella tecnologia e nelle magie soprannaturali. È malvista da tutti i suoi alleati, anche per via del suo grande intelletto. Combatte grazie ai suoi artigli, al suo scettro e alla sua magia.
- Karnak: una mummia sorvegliante delle prigioni e delle segrete della piramide oscura, estremamente fedele a Exaton. Essendo figlio del fango, si rigenera dalle ferite nel pozzo ribollente situato nelle profondità della Piramide di Exaton. Combatte con un arco e grazie alla sua forza sovrumana.
- Nakt: una mummia, primo generale di Exaton. È un attento, spietato, calmo e gelido pianificatore che vuole avere il controllo su ogni dettaglio; è severo con sé stesso e con le truppe, ma anche fedele e determinato, ragion per cui è un punto di riferimento per tutti. Può lanciare sfere di fuoco, usare uno scudo invincibile contro gli attacchi frontali, e far uso di colpi rapidissimi.
- Hatanor: una mummia, secondo generale di Exaton. Spietato e incontrollabile, trova la guerra come sua unica ragione di vivere, e solo Exaton è in grado di calmarlo. È in continua rivalità con Nakt, in quanto entrambi vogliono compiacere Exaton. È molto abile con la spada, e le sue bende sono in grado di immobilizzare chiunque o possono essere usate come fruste taglienti.
- Sobek: il dio dalla testa di coccodrillo, fedele al faraone nero Exaton, anche se era il guardiano delle porte della città di Kefer. Fu rinchiuso nelle prigioni dopo una condanna per tradimento, ma è riuscito a scappare manipolando la capsula in cui era rinchiuso tramite un videogioco di Leo mentre lui e i suoi compagni erano in viaggio verso la terra di nessuno. Dopo la sua fuga diventa il capo dei banditi del deserto sempre al servizio di Exaton.

### Regno di Egyxos
- Ra: Il vero sovrano di Egyxos, padre di Kefer ed Exaton. Molto tempo fa regnava sul popolo di Egyxos, quando vivevano sulla Terra, finché l'ambizioso Exaton non iniziò una guerra per il controllo del popolo della Terra. Ra alla fine sfidò, sconfisse e imprigionò Exaton, per poi portare il resto della sua specie a quello che sarebbe diventato Egyxos. Successivamente Ra scomparve misteriosamente, ma non prima di aver lasciato diversi oggetti magici, compreso il Braccialetto di Ra e due scettri, sperando che qualcuno degno li trovasse.
- Iside: Membro del consiglio di Kefer, madre di Horus e moglie di Osiride. Considerata la più ascoltata da Kefer, è gentile e ottimista, dal cuore puro, non simpatizza però con coloro che sono crudeli con gli altri.
- Osiride: Scienziato e grande inventore della corte di Kefer. Possiede una vasta conoscenza sia nella scienza che nella magia, ed è un uomo eccentrico, tanto che si diverte a inventare nuove macchine e tecnologie per aiutare a rendere più facile la vita dei suoi compagni Egyxos, ma è anche molto umile. Alcune delle sue invenzioni vengono usate sui visitatori provenienti dalla terra per cancellare loro la memoria, ma nonostante ciò alcuni ricordi restano intatti.
- Seth: Membro del consiglio di Kefer. Inizialmente è descritto come in disaccordo con lui per quanto riguarda la difesa di Egyxos. Sebbene apparentemente stoico al punto da essere freddo, non è mai stato apertamente crudele. Dopo che Leo e Kefer hanno rischiato la vita per salvarlo da Exaton, Seth ha mostrato gratitudine e rimorso, ammettendo di aver sbagliato a non fidarsi di loro.
- Bes: Membro del consiglio di Kefer. Uomo basso e tarchiato, ma dal carattere gentile, amichevole e saggio. Tende ad essere incline agli incidenti, occasionalmente vittima di alcune ferite minori. Non ostante non sia un guerriero, non esita a buttarsi nella mischia se necessario.
- Maat: Membro del consiglio di Kefer, responsabile della gestione dei tribunali e del rispetto delle leggi. Bes la descrive come se fosse fatta di pietra e acciaio: è infatti tranquilla e taciturna, anche se questo nasconde la sua sensazione di compiaciuta superiorità. All'inizio è una degli amici più intimi di Kefer, finché non inizia a bramare più potere; cominciando a tramare con Exaton per avere il trono di Egyxos per se. Alla fine viene scoperta e imprigionata per tradimento.
- Bastet: La dea con la testa di gatto, è la regina delle Isole del Crepuscolo e una guerriera ombra. Bastet è un leader premuroso, un guerriero astuto, ma soprattutto una madre molto premurosa e protettiva. Quando sua figlia Kira viene rapita è costretta a obbedire agli ordini di Exaton. Ma poi si allea con Leo e Kefer, per salvarla. Sembra ricambiare i sentimenti che Horus mostra per lei.
- Kira: una principessa e figlia di Bastet, regina delle Isole del Crepuscolo. Pur essendo viziata, sa combattere per difendersi. Quando fu tenuta prigioniera da Sobek, lo irritò facendo in modo che non finisse il suo atto di sfida.
- Shu: Un antico guerriero Egyxos, un tempo fedele a Ra. Fu inizialmente incaricato di proteggere la pace e la giustizia sulla terra, finché non si ribellò a Ra per ottenere il suo posto. Venne in seguito sconfitto e imprigionato sotto la guardia dei faraoni della terra, finché con la fine della dinastia dei faraoni la cripta dov'era rinchiuso viene profanata e risvegliato da alcuni ladri di tombe. In seguito si scopre essere un androide, che si ribellò a causa della sua programmazione, ritenendo che una macchina così perfetta e intelligente non poteva sottostare agli umani, da lui ritenuti esseri inferiori. Il bracciale di Ra è stato creato con un pezzo della sua corazza. Dopo la sconfitta da parte di Leo i suoi frammenti di sparpagliano per Egyxos finché Exaton non li riunisce per controllarlo facendolo fondere con l'armatura di Leo. Liberatosi dal controllo del Faraone Nero, Shu e Leo si affrontano sulla terra dove Leo lo distrugge definitivamente usando il portale per Egyxos.

## Distribuzione
La serie viene trasmessa su Super! in Italia, su Cartoon Network negli Stati Uniti, su Nickelodeon in America Latina, su CBBC nel Regno Unito, su Clan in Spagna

## Episodi
| nº | Titolo                          | Prima TV         |
| -- | ------------------------------- | ---------------- |
| 1  | L'ultimo faraone                | 22 febbraio 2015 |
| 2  | La piramide oscura              |                  |
| 3  | Il giudizio del labirinto       |                  |
| 4  | Il sentiero del guerriero       |                  |
| 5  | L'ombra di Exaton               |                  |
| 6  | Gli artigli di Sobek            |                  |
| 7  | Nella terra di nessuno          |                  |
| 8  | Il sigillo di Sekhmet           |                  |
| 9  | La prigioniera del deserto      |                  |
| 10 | Il distruttore                  |                  |
| 11 | Il pozzo del buio               |                  |
| 12 | Il grande fiume                 |                  |
| 13 | La battaglia dei campioni       |                  |
| 14 | I predoni dell'Oceano di Sabbia |                  |
| 15 | Il naufragio del tempo          |                  |
| 16 | I giganti di sabbia             |                  |
| 17 | Il cuore di Shu                 |                  |
| 18 | Il nemico nascosto              |                  |
| 19 | La Regina delle Tenebre         |                  |
| 20 | L'aereo scomparso               |                  |
| 21 | I Pirati dell'Aria              |                  |
| 22 | La Piuma di Maat                |                  |
| 23 | Minaccia dal cielo              |                  |
| 24 | La Porta delle Mummie           |                  |
| 25 | Tempesta di fuoco               |                  |
| 26 | La stanza di Ra                 |                  |

## Doppiaggio
- Alessio De Filippis: Leo Walker
- Perla Liberatori: Kay
- Andrea Mete: Kefer
- Fabrizio Pucci: Exaton
- Stefano Billi: Horus
- Sergio Lucchetti: Ramses
- Marco Vivio: Hyksos
- Stefano Mondini: Apis, Shu
- Andrea Lavagnino: Kha
- Ilaria Giorgino: Neith
- Roberto Certomà: Seth
- Luigi Ferraro: Bes
- Roberta Greganti: Iside
- Stefano Thermes: Osiride
- Barbara Pitotti: Maat
- Edoardo Nordio: Anubi
- Riccardo Polizzy Carbonelli: Thot
- Daniela Calò: Sekhmet
- Pierluigi Astore: Karkak
- Mario Bombardieri: Hatanor
- Mimmo Strati: Sobek
- Maura Cenciarelli: Madre di Leo
- Guido Di Naccio: Padre di Leo
- Riccardo Suarez: Toby
- Arianna Vignoli: Juliet
- Gianluca Crisafi: Colin
- Emanuele Ruzza: Bernie
- Federico Campaiola: Dale
- Eleonora Reti: Astrid
- Alberto Bognanni: Coach